# Offagna
Offagna è un comune italiano di 2 121 abitanti della provincia di Ancona nelle Marche. È iscritto al club I borghi più belli d'Italia e da maggio 2013 possiede anche il riconoscimento bandiera arancione.

## Geografia fisica
Il comune si erge attorno alla sua antica rocca, sulla sommità di una collina. Dista 15 km dal centro di Ancona ed è facilmente raggiungibile dal casello di Ancona sud dell'autostrada A14.

## Storia
Della storia di questo paese non si hanno molti riferimenti per il periodo romano o preromano. Le prime notizie si hanno quando ad alcuni nobili germanici viene concessa la zona marchigiana dall'arcivescovo di Ravenna nel tardo Medioevo. Attorno al XII - XV secolo la sua storia fu comune a quella di Osimo. Nel 1445 venne data in via definitiva la gerenza alla città di Ancona dietro volere di papa Eugenio IV. Sotto la giurisdizione anconetana Offagna divenne uno dei circa venti castelli di Ancona e perciò tra il 1454 ed il 1456 venne costruita l'attuale rocca, con l'importante funzione di difendere il confine del fiume Aspio.
Dopo il 1532, data che segna la fine della Repubblica Anconitana, fece parte in maniera stabile dello Stato della Chiesa, fino all'unificazione dell'Italia. Nonostante i pochi rilievi storici la fattura delle opere di alcuni palazzi nobiliari, ma soprattutto la perfetta conservazione, ne attestano una rilevante importanza. Fa parte dei borghi più belli d'Italia e da maggio 2013 possiede anche il riconoscimento bandiera arancione. Inoltre, ogni anno, qui si tiene la festa folkloristica delle "Feste Medievali", nella quale si vive un'atmosfera dell'omonimo periodo storico, tra danze, giochi e disfide.

### Simboli
Lo stemma e il gonfalone del comune di Offagna sono stati concessi con decreto del presidente della Repubblica del 22 agosto 1972.
Il gonfalone è un drappo interzato in palo d’azzurro, di rosso e di giallo.

## Monumenti e luoghi d'interesse

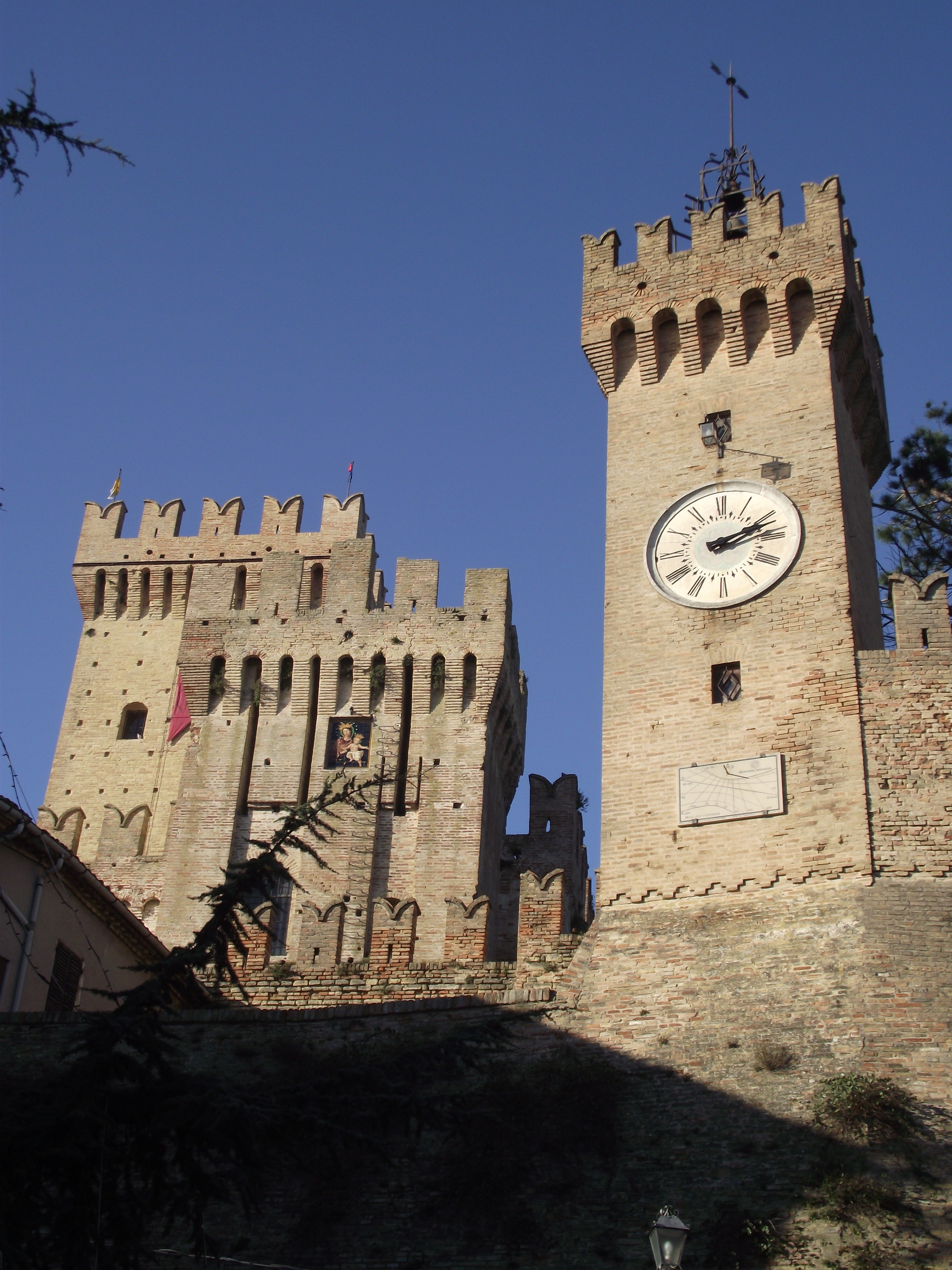
Offagna, Rocca, 1454

- La chiesa di San Tommaso Apostolo, parrocchiale del paese, costruita nel XVII secolo.
- La Rocca di Offagna è il principale monumento cittadino e una delle opere difensive più importanti dei Castelli di Ancona. Venne edificata dagli anconetani nel 1454 e dopo molti restauri ora ha un aspetto alquanto integro. L'insieme ha una pianta quadrata con la torre angolare ed un maschio centrale.
- Villa Montegallo, altro monumento interessante, è una costruzione del 1500 che porta decorazioni di Niccolò Pomarancio. La villa costruita su un progetto di Andrea Vici sente le influenze dello stile dei Bibbiena.

## Società

### Evoluzione demografica
Abitanti censiti

## Cultura

### Musei
- Museo della Rocca di Offagna
- Museo di scienze naturali Luigi Paolucci
- Museo della Liberazione di Ancona, al cui interno è presente una ricca collezione di armi e foto documentanti l'arrivo delle truppe alleate nella città dorica e la sua liberazione dalle truppe tedesche[7].

## Economia
L'economia locale è prevalentemente basata sul turismo stagionale, la ristorazione, l'agricoltura e il piccolo commercio. L'agricoltura conta su coltivazioni di dimensioni modeste, che includono vite, cereali e foraggio. Non mancano piccole industrie di confezione, logistiche e metalmeccaniche.

## Amministrazione

Il gonfalone comunale

| Periodo          | Periodo          | Primo cittadino    | Partito                             | Carica                    | Note         |
| ---------------- | ---------------- | ------------------ | ----------------------------------- | ------------------------- | ------------ |
| 1º giugno 1985   | 9 giugno 1990    | Corrado Vignoni    | Democrazia Cristiana                | Sindaco                   | [ 8 ]        |
| 9 giugno 1990    | 24 aprile 1995   | Corrado Vignoni    | Democrazia Cristiana                | Sindaco                   | [ 8 ]        |
| 24 aprile 1995   | 14 giugno 1999   | Giancarlo Santilli | Centro-sinistra                     | Sindaco                   | [ 8 ]        |
| 14 giugno 1999   | 14 giugno 2004   | Giancarlo Santilli | Lista civica                        | Sindaco                   | [ 8 ]        |
| 14 giugno 2004   | 8 giugno 2009    | Stefano Balzani    | Lista civica                        | Sindaco                   | [ 8 ]        |
| 8 giugno 2009    | 26 maggio 2014   | Stefano Gatto      | Centro-sinistra                     | Sindaco                   | [ 8 ]        |
| 26 maggio 2014   | 26 febbraio 2016 | Stefano Gatto      | Offagna per tutti                   | Sindaco                   | [ 8 ]        |
| 26 febbraio 2016 | 23 novembre 2016 | Francesca Piccolo  |                                     | Commissario prefettizio   | [ 8 ] [ 9 ]  |
| 23 novembre 2016 | 12 giugno 2017   | Michele Basilicata |                                     | Commissario straordinario | [ 8 ] [ 10 ] |
| 12 giugno 2017   | 13 giugno 2022   | Ezio Capitani      | Lista civica: Rinascita per Offagna | Sindaco                   | [ 8 ] [ 11 ] |
| 14 giugno 2022   | in carica        | Ezio Capitani      | Lista civica: Rinascita per Offagna | Sindaco                   | [ 8 ]        |

## Sport

### Impianti sportivi
- Stadio cittadino, intitolato il 6 novembre 2010 a Raimondo Vianello.

### Calcio
In passato la squadra locale dell'Offagna Calcio ha raggiunto il campionato di Promozione. Per la stagione 2021/2022 disputa la Terza Categoria.

### Volley
Ad Offagna è presente anche una società di pallavolo che quest'anno, dopo due promozioni in due anni, partendo dalla serie D, militerà nel campionato nazionale di B2.